# Майкъл Йорк
Майкъл Йорк (на английски: Michael York) е английски актьор, носител на награда „Сателит“ и номиниран за „Сатурн“ и две награди „Еми“. От 2002 г. има звезда на Холивудската алея на славата.

## Избрана филмография

### Кино
| година | филм                                 | оригинално заглавие                               | роля                         | режисьор         |
| ------ | ------------------------------------ | ------------------------------------------------- | ---------------------------- | ---------------- |
| 1967   | Укротяване на опърничавата           | The Taming of the Shrew                           | Люченцио                     | Франко Дзефирели |
| 1968   | Ромео и Жулиета                      | Romeo and Juliet                                  | Тибалт, братовчед на Жулиета | Франко Дзефирели |
| 1972   | Кабаре                               | Cabaret                                           | Брайън Робъртс               | Боб Фос          |
| 1973   | Тримата мускетари                    | The Three Musketeers                              | д'Артанян                    | Ричард Лестър    |
| 1974   | Убийство в Ориент Експрес            | Murder on the Orient Express                      | Граф Андрени                 | Сидни Лумет      |
| 1974   | Четиримата мускетари                 | The Four Musketeers                               | д'Артанян                    | Ричард Лестър    |
| 1976   | Бягството на Логан                   | Logan's Run                                       | Логан                        | Майкъл Андерсън  |
| 1977   | Островът на доктор Моро              | The Island of Dr. Moreau                          | Ендрю Брадок                 | Дон Тейлър       |
| 1977   | Последната версия на Бо Жест         | The Last Remake of Beau Geste                     | Бо Жест                      | марти Фелдман    |
| 1989   | Завръщането на мускетарите           | The Return of the Musketeers                      | д'Артанян                    | Ричард Лестър    |
| 1990   | Ела да видиш рая                     | Come See the Paradise                             |                              | Алън Паркър      |
| 1996   | Един млад янки в двора на крал Артур | A Young Connecticut Yankee in King Arthur's Court | Мерлин                       |                  |
| 1997   | Остин Пауърс                         | Austin Powers: International Man of Mystery       | Базил Експозиция             | Джей Роуч        |
| 1998   | Несправедливо обвинен                | Wrongfully Accused                                | Хибинг Гудхю                 | Пат Профт        |
| 1999   | Остин Пауърс: Шпионинът любовник     | Austin Powers: The Spy Who Shagged Me             | Базил Експозиция             | Джей Роуч        |
| 2002   | Остин Пауърс в Златния член          | Austin Powers in Goldmember                       | Базил Експозиция             | Джей Роуч        |
| 2004   | Московска жега                       | Moscow Heat                                       | Роджър Чембърс               | Джеф Челентано   |

### Телевизия
- 1992–1993 – „Батман: Анимационният сериал“ (Batman: The Animated Series)
- 1993 – „Светските градини с Одри Хепбърн“ (Gardens of the World with Audrey Hepburn)
- 1997 – „Изкормвача“ (The Ripper)
- 1998 – „Един рицар в Камелот“ (A Knight in Camelot)
- 2004 – „Дъщерята на Д'Артанян“ (La Femme Musketeer)